# Диференціальне рівняння другого порядку в частинних похідних

## З двома змінними
Диференціальним рівнянням з частинними похідними другого порядку з двома незалежними змінними називається співвідношення між невідомою функцією {\displaystyle u(x,y)} та її частинними похідними до другого порядку включно.
{\displaystyle F\left(x,y,{\frac {\partial u}{\partial x}},{\frac {\partial u}{\partial y}},{\frac {\partial ^{2}u}{\partial x^{2}}},{\frac {\partial ^{2}u}{\partial x\partial y}},{\frac {\partial ^{2}u}{\partial y^{2}}}\right)=0}
Рівняння називається лінійним відносно старших похідних, якщо воно має вигляд:
{\displaystyle a_{11}{\frac {\partial ^{2}u}{\partial x^{2}}}+2a_{12}{\frac {\partial ^{2}u}{\partial x\partial y}}+a_{22}{\frac {\partial ^{2}u}{\partial y^{2}}}+F_{0}\left(x,y,u,{\frac {\partial u}{\partial x}},{\frac {\partial u}{\partial y}}\right)=0}
де {\displaystyle a_{11},a_{12},a_{22}} — функції від x та y. 
Якщо {\displaystyle a_{11},a_{12},a_{22}} є функціями також від {\displaystyle u,{\frac {\partial u}{\partial x}},{\frac {\partial u}{\partial y}}}, то таке рівняння називають квазілінійним.
Рівняння називається лінійним, якщо має вигляд:
{\displaystyle A{\frac {\partial ^{2}u}{\partial x^{2}}}+2B{\frac {\partial ^{2}u}{\partial x\partial y}}+C{\frac {\partial ^{2}u}{\partial y^{2}}}+D{\frac {\partial u}{\partial x}}+E{\frac {\partial u}{\partial y}}+Fu=f(x,y)\ \ (1)},
де {\displaystyle A,B,C,D,E,F} — деякі функції від x та y.
Якщо {\displaystyle A,B,C,D,E,F} — сталі, то рівняння називають лінійним рівнянням зі сталими коефіцієнтами.
Якщо {\displaystyle f(x,y)=0}, то рівняння однорідне, інакше неоднорідне.
Всю сукупність лінійних рівнянь можна поділити на три типи. Кожному з цих трьох типів відповідає певне рівняння найпростішого виду, яке називають канонічним. 
За загальноприйнятою класифікацією, вважають, що рівняння (1) належить до
1. гіперболічного типу, якщо {\displaystyle D>0};
2. параболічного типу, якщо {\displaystyle D=0};
3. еліптичного типу, якщо {\displaystyle D<0};

де {\displaystyle D=a_{12}^{2}-a_{11}a_{22}=B^{2}-AC} (рівняння може належати до різних типів, в різних областях площини x,y)

## З багатьма змінними
Розглянемо лінійне рівняння другого порядку з дійсними коефіцієнтами:
{\displaystyle \sum _{i=1}^{n}\sum _{j=1}^{n}a_{ij}{\frac {\partial ^{2}u}{\partial x_{i}\partial x_{j}}}+\sum _{i=1}^{n}b_{i}{\frac {\partial u}{\partial x_{i}}}+cu+f=0\ \ \ (a_{ij}=a_{ji})}
{\displaystyle a_{ij},b_{i},c,f} — функції від {\displaystyle x_{1},\ldots x_{n}}.
Йому відповідає квадратична форма:
{\displaystyle Q(\lambda _{1},\ldots ,\lambda _{n})=\sum _{i,j=1}^{n}a_{ij}\lambda _{i}\lambda _{j}}
Зводимо її до канонічного виду, за допомогою лінійного перетворення, матрицю якого позначимо B.
- Рівняння еліптичне, якщо в всі коефіцієнти квадратичної форми відмінні від нуля, і одного знаку.
- Рівняння гіперболічне, якщо в всі коефіцієнти квадратичної форми відмінні від нуля, і один відрізняється знаком.
- Рівняння параболічне, якщо деякі коефіцієнти квадратичної форми нульові.